# Moi dix Mois
Moi dix Mois ist das Solo-Projekt von Mana, dem früheren Gitarristen und Leader der einflussreichen japanischen Visual-Kei-Band Malice Mizer.

## Das Projekt
Am 19. März 2002, drei Monate nach dem Ende von Malice Mizer, gab Mana die Gründung seines Solo-Projekts Moi dix Mois bekannt. Bei Moi dix Mois ist Mana nicht nur Gitarrist, er komponiert auch die gesamte Musik, schreibt die Texte, entwirft die Kostüme und agiert als Produzent und allgemeiner künstlerischer Leiter. Moi dix Mois CDs (und DVDs) werden von Manas Independent-Label Midi:Nette, verlegt und in Europa in Partnerschaft mit Trisol, Mabell France und Gan Shin vertrieben.
Der Projektname Moi dix Mois bedeutet übersetzt so viel wie „Ich zehn Monate“. Nach Manas Angaben „Ich“ (moi), weil es ein Soloprojekt ist, die Nummer 1 steht für Anfang, die Nummer 0 steht für Ewigkeit und die Nummer 10 steht für den Zeitraum einer Schwangerschaft (in Japan rechnet man nicht mit neun, sondern zehn Monaten).
Dass Mana sich „The Creator of Moi dix Mois“ nennt und damit über seine Projektmitglieder stellt, ist bei einigen Fans auf Kritik gestoßen. Er hat jedoch von Anfang an deutlich gemacht, dass es sich bei Moi dix Mois nicht um eine neue Band, sondern um sein Solo-Projekt handelt. Das ist deutlich auf allen CDs, DVDs und Werbematerial zu lesen. Das bedeutet, dass die anderen zwar ihre stimmlichen und musikalischen Talente beisteuern, aber letztendlich nur Manas künstlerische Vision ausführen.

## Support-Mitglieder
Über die anderen Projektmitglieder ist nur wenig bekannt. Tohru war früher Drummer bei JILS und wurde erst einige Zeit nach Juka und Kazuno ein offizielles Mitglied von Moi dix Mois, obwohl er von Anfang an bereits Schlagzeug für die Band spielte. K war Gitarrist bei Grand Zero (unter dem Namen Takeru) und Kazuno soll in einem von Manas Moi-même-Moitié-Läden gearbeitet haben, bevor er zu Moi dix Mois stieß.
Am 24. April 2005, nach dem letzten Konzert der "Invite to Immorality"-Tour in Tokyo, verließ Sänger Juka das Projekt. Im Dezember 2005 folgten Kazuno und Tohru aus persönlichen Gründen und nach langem Suchen wurde im März 2006 der neue Sänger Seth vorgestellt. Seth trat Gerüchten zufolge unter dem Namen Seiji bei den Gruppen After Image und Amadeus auf und ist aktuell noch Mitglied bei Brainhacker. Offiziell wurde dies jedoch bisher nicht bestätigt. Dass Seth die gleichen Tattoos wie Seiji besitzt, konnte bisher auch noch nicht bestätigt werden.
Sugiya (E-Bass) und Hayato (Schlagzeug) unterstützten als Live-Support Member das Projekt – sowohl bei der 2006 stattgefundenen Beyond the Gate-Tour als auch beim Auftritt auf dem 15. Wave-Gotik-Treffen in Leipzig im Juni 2006. Sie sind derzeit keine festen Mitglieder des Projekts. Hayato ist ehemaliges Mitglied von u. a. Blue, oxide, JILS und ist neben Moi dix Mois noch als Support Member für Endless aktiv. Sugiya war vorher Mitglied bei PlatinA Forest (unter dem Namen Sugi), Vanilla, KuRt (Support Member) und Ghost Mouse Club, jeweils unter dem Namen Kuro Kosugi (クロ・コスギ).
Am 19. Mai 2014 verstarb K. Er wurde von seiner Familie tot in seiner Wohnung aufgefunden.

## Stil
Die Musik von Moi dix Mois erinnert an die Spätphase von Malice Mizer. Galoppierendes Spinett und Kirchenorgel, E-Gitarre, Jukas dramatisch tremolierende Männerstimme, bzw. Seths technisch sehr ähnliche Stimme, die gelegentlich von einer Frauenstimme unterstützt werden und schnelles, hartes Schlagzeug ergeben zusammen einen vielschichtigen und energiegeladenen Sound zwischen Crossover, Metal und klassischen Elementen. Die eingebauten, klassischen Elemente rühren von Manas Faszination für Johann Sebastian Bach her. Manas Texte für Moi dix Mois sind düsterer und persönlicher als die, die er für Malice Mizer geschrieben hat, und bewegen sich zwischen romantischer Melancholie, tiefer Depression und Verzweiflung.

## Diskografie

### Alben
- Dix Infernal – 2002
- Dix Infernal (europäische Version) – 2003
- Nocturnal Opera – 2004
- Nocturnal Opera (europäische Version) – 2005
- Beyond the Gate (limitierte Version) – 2006
- Beyond the Gate (normale Version) – 2006
- Beyond the Gate (limitierte Version, europäisch) – 2006
- Beyond the Gate (normale Version, europäisch) – 2006
- Dixanadu – 2007
- Dixanadu (europäisch) – 2007
- Dixanadu (limitierte Version, Instrumental-Version) – 2007
- D+Sect – 2010
- Reprise – 2012

### Singles
- Voice from Inferno (nur für den Mon†amour Fanclub) – 2002
- Dialogue Symphonie – 2002
- Shadows Temple – 2004
- Pageant – 2004
- Lamentful Miss – 2006

### Videoalben
- Dix Infernal “Scars of Sabbath” – 2003
- Dix Infernal “Scars of Sabbath” (europäisch) – 2004
- Invite to Immorality “Europe Tour 2005” (limitierte Version) – 2005
- Invite to Immorality “Europe Tour 2005” (normale Version) – 2005
- Dixanadu “Fated ‘raison d’être’” Europe Tour 2007 – 2008

### Artbooks
- Dix infernal pamphlet – 2004
- Magnifique – 2004
- Beyond the Gate tour pamphlet – 2006